# A Christmas Album
A Christmas Album är ett jul-studioalbum med indierock-bandet Bright Eyes. Albumet lanserades 2002 och överskottet gick till "Nebraska AIDS Project". Låten "Have Yourself a Merry Little Christmas" förekommer i filmen Imaginary Heroes från 2004 och "Blue Christmas" återfinns i en episod av TV-serien The O.C.. Albumet utgavs först endast digitalt, men återutgavs 2009 på vit vinyl.

## Låtlista
1. "Away in a Manger" (trad.) – 2:48
2. "Blue Christmas" (Billy Hayes, Jay Johnson) – 2:20
3. "Oh Little Town of Bethlehem" (trad.) – 2:57
4. "God Rest Ye Merry Gentlemen" (trad.) – 1:53
5. "The First Noël (trad.) – 2:30
6. "Little Drummer Boy" (Harry Simeone, Henry Onorati, Katherine K. Davis)– 2:35
7. "White Christmas" (Irving Berlin)– 1:36
8. "Silent Night" ("Stille Nacht, heilige Nacht") (trad.) – 3:15
9. "Silver Bells" (Jay Livingstone, Ray Evans) – 3:55
10. "Have Yourself a Merry Little Christmas" – 4:08
11. "The Night Before Christmas" (trad.) – 4:07

## Medverkande
Conor Oberst, Mike Mogis, Maria Taylor, Jake Bellows, Gretta Cohn, Armand Costanzo, Denver Dalley, Stefanie Drootin, Orenda Fink, Neely Jenkins, Jiha Lee, Andy LeMaster, Matt Oberst, Stephen Pedersen, Blake Sennett, Macey Taylor och Nick White.